# Candida Höfer
Candida Höfer (Eberswalde, Alemania, 1944) es una fotógrafa alemana, residente en Colonia y una de las representantes de la llamada Escuela de Düsseldorf.

## Biografía
Nació en 1944 en Eberswalde, provincia de Brandenburgo, hija del periodista Werner Höfer.
En 1968 empezó a trabajar en periódicos como fotógrafa retratista y a partir de 1970 como ayudante de Werner Bokelberg. Posteriormente asistió a la Academia de Bellas Artes de Düsseldorf entre 1973 y 1982, donde estudió cine con Ole John y, a partir de 1976, fotografía como alumna de Bernd Becher. Junto con Thomas Ruff fue una de las primeras discípulas de Becher en usar el color, mostrando su obra en proyecciones de diapositivas.

## Obra
Entre 1973 y 1978 Höfer trabaja en su serie Turks in Germany en la que refleja la vida de los trabajadores inmigrantes turcos, aunque es en 1979 mientras realiza sus estudios en Düsseldorf cuando comenzó a tomar fotografías en color de interiores de edificios públicos tales como oficinas, bancos y salas de espera. El formato habitual de sus fotografías es de 38 x 38 cm o 38 x 57 cm.
El año 2010 hizo un trabajo en España para Xacobeo.
Igualmente se ha dedicado de un modo importante a la fotografía de arquitectura y de interiores. Un ejemplo es la fotografía Villa Savoye Poissy VI del año 2018, que forma parte de la colección del Museo de Arte Contemporáneo Helga de Alvear en Cáceres (España) y ha estado incluida en la exposición "Colección Helga de Alvear", 26/02/2021-02/04/2022, del citado museo.